# Campeonato da Europa de Atletismo de 2018 - 20 km marcha atlética feminina
A prova da marcha atlética 20 km feminina do Campeonato da Europa de Atletismo de 2018 foi disputada no dia 11 de agosto de 2018 pelas ruas de Berlim, com chegada no Estádio Olímpico de Berlim. 

## Recordes
Antes desta competição, os recordes mundiais e do campeonato nesta prova eram os seguintes:
|                       | Nome              | Nacionalidade | Tempo    | Local       | Data                |
| --------------------- | ----------------- | ------------- | -------- | ----------- | ------------------- |
| Recorde mundial       | Liu Hong          | China         | 1h24m38s | Corunha     | 5 de junho de 2015  |
| Recorde do campeonato | Olimpiada Ivanova | Rússia        | 1h26m42s | Munique     | 7 de agosto de 2002 |
| Recorde europeu       | Elena Lashmanova  | Rússia        | 1h23m39s | Tcheboksary | 9 de junho de 2018  |

Os seguintes recordes foram estabelecidos durante esta competição: 
| Data         | Evento | Atleta      | Nacionalidade | Tempo      | Notas                 |
| ------------ | ------ | ----------- | ------------- | ---------- | --------------------- |
| 11 de agosto | Final  | María Pérez | Espanha       | 1h 26m 36s | Recorde do campeonato |

## Medalhistas
| Ouro              | Prata                  | Bronze                    |
| María Pérez (ESP) | Anežka Drahotová (CZE) | Antonella Palmisano (ITA) |

## Cronograma
Todos os horários são locais (UTC+2).
| Data         | Hora  | Evento |
| ------------ | ----- | ------ |
| 11 de agosto | 10:55 | Final  |

## Resultado
| Posição           | Atleta                     | Nacionalidade               | Tempo   | Notas                |
| ----------------- | -------------------------- | --------------------------- | ------- | -------------------- |
| Medalha de ouro   | María Pérez                | Espanha                     | 1:26:36 | ,                    |
| Medalha de prata  | Anežka Drahotová           | Chéquia                     | 1:27:03 | Recorde da temporada |
| Medalha de bronze | Antonella Palmisano        | Itália                      | 1:27:30 | Recorde da temporada |
| 4                 | Brigita Virbalytė-Dimšienė | Lituânia                    | 1:27:59 | Recorde nacional     |
| 5                 | Živilė Vaiciukevičiūtė     | Lituânia                    | 1:28:07 | NJ23R                |
| 6                 | Laura García-Caro          | Espanha                     | 1:28:15 | Recorde pessoal      |
| 7                 | Inna Kashyna               | Ucrânia                     | 1:29:16 |                      |
| 8                 | Ana Cabecinha              | Portugal                    | 1:29:49 |                      |
| 9                 | Valentina Trapletti        | Itália                      | 1:29:57 | Recorde pessoal      |
| 10                | Nadiya Borovska            | Ucrânia                     | 1:30:38 |                      |
| 11                | Meryem Bekmez              | Turquia                     | 1:31:00 | WJL ,                |
| 12                | Raquel González            | Espanha                     | 1:31:48 |                      |
| 13                | Antigoni Drisbioti         | Grécia                      | 1:32:16 | Recorde da temporada |
| 14                | Emilia Lehmeyer            | Alemanha                    | 1:32:36 | Recorde pessoal      |
| 15                | Émilie Menuet              | França                      | 1:32:49 | Recorde da temporada |
| 16                | Saskia Feige               | Alemanha                    | 1:32:57 | Recorde pessoal      |
| 17                | Viktoryia Rashchupkina     | Bielorrússia                | 1:33:12 |                      |
| 18                | Mariya Filyuk              | Ucrânia                     | 1:33:34 | Recorde pessoal      |
| 19                | Ana Veronica Rodean        | Roménia                     | 1:33:39 | Recorde pessoal      |
| 20                | Teresa Zurek               | Alemanha                    | 1:35:58 |                      |
| 21                | Katarzyna Zdziebło         | Polónia                     | 1:36:01 |                      |
| 22                | Bethan Davies              | Grã-Bretanha                | 1:36:50 |                      |
| 23                | Elisa Neuvonen             | Finlândia                   | 1:37:12 |                      |
| 24                | Barbara Kovács             | Hungria                     | 1:39:35 |                      |
| 25                | Rita Récsei                | Hungria                     | 1:42:55 |                      |
| 26                | Andreea Arsine             | Roménia                     | 1:43:21 |                      |
| 27                | Edna Barros                | Portugal                    | DNF     |                      |
| 28                | Eleonora Giorgi            | Itália                      | DSQ     | 230.7 (a)            |
| 28                | Heather Lewis              | Grã-Bretanha                | DSQ     | 230.7 (a)            |
| 28                | Yana Smerdova              | Atletas Neutros Autorizados | DSQ     | 230.7 (a)            |

Legenda
| Recorde mundial       | Recorde mundial (World record)               |                       | Recorde africano                      | Recorde africano (African) |                                           | Q | Classificado por posição (Qualified) |
| Recorde do campeonato | Recorde do campeonato (Championship record)  | Recorde da América    | Recorde da América (Americas)         | q                          | Classificado por melhor tempo (Qualified) |   |                                      |
| Melhor marca do ano   | Melhor marca do ano (World leading)          | Recorde asiático      | Recorde asiático (Asian)              | DNS                        | Não largou (Did not start)                |   |                                      |
| Recorde nacional      | Recorde nacional (National record)           | Recorde europeu       | Recorde europeu (European)            | DNF                        | Não terminou (Did not finish)             |   |                                      |
| Recorde pessoal       | Recorde pessoal do atleta (Personal best)    | Recorde da Oceania    | Recorde da Oceania (Oceania)          | DSQ / DQ                   | Desclassificado (Disqualified)            |   |                                      |
| Recorde da temporada  | Recorde da temporada do atleta (Season best) | Recorde sul-americano | Recorde sul-americano (South America) | NM                         | Sem marca (No mark)                       |   |                                      |